# (38663) 2000 OK49
2000 OK49 (asteroide 38663) é um asteroide da cintura principal. Possui uma excentricidade de 0.25845210 e uma inclinação de 5.83208º.
Este asteroide foi descoberto no dia 31 de julho de 2000 por LINEAR em Socorro.